# Drăgușeni (Suceava)
Drăgușeni is een Roemeense gemeente in het district Suceava.
Drăgușeni telt 2635 inwoners.